# Partido judicial de Marín
El Partido judicial de Marín es uno de los 45 partidos judiciales en los que se divide la comunidad autónoma de Galicia, siendo el partido judicial n.º 13 de la provincia de Pontevedra.
Comprende a las localidades de Bueu y Marín.
La cabeza de partido y por tanto sede de las instituciones judiciales es Marín. La dirección del partido se sitúa en la Avenida de Ourense de la localidad. Marín cuenta con dos Juzgados de Primera Instancia e Instrucción.